# دانيلي سيلينتو
دانيلي سيلينتو (بالإيطالية: Daniele Celiento)‏ (6 أغسطس 1994 بنابولي في إيطاليا - ) هو لاعب كرة قدم إيطالي في مركز الدفاع. شارك مع منتخب إيطاليا تحت 19 سنة لكرة القدم. أما مع النوادي، فقد لعب مع نادي بيستويسي ونادي سيينا ونادي نابولي ونادي فياريجو.

## روابط خارجية
- دانيلي سيلينتو على موقع قاعدة بيانات كرة القدم.إي يو (الإنجليزية)
- دانيلي سيلينتو على موقع Soccerway.com (الإنجليزية)